# Batalha de Varsóvia (1920)
A Batalha de Varsóvia, também referida como o Milagre no Vístula, foi uma batalha decisiva entre Polônia e União Soviética. A guerra começou próximo do final da Primeira Guerra Mundial em 1918 e se estendeu até o Tratado de Riga, resultando no fim das hostilidades entre os dois países em 1921.
A batalha foi disputada entre 12 e 25 de agosto de 1920, quando o Exército Vermelho comandado por Mikhail Tukhachevsky se aproximou da capital polonesa de Varsóvia, com o intuito de capturá-la e ali instalar um governo pró-soviético. Os poloneses entrincheiraram os arredores da cidade e conseguiram mobilizar milhares de voluntários, tanto homens quanto mulheres. O avanço soviético deu-se em dois eixos distintos. Um diretamente contra Varsóvia (XVIº Exército soviético) e o outro mais ao norte, com a intenção contornar as defesas polonesas e capturar a cidade pela retaguarda. Nesta segunda rota foram detidos pelo Vº Exército polonês, nos arredores da Fortaleza de Modlin. Por outro lado, as linhas defensivas de Varsóvia se mostraram menos firmes do que se esperava, por conta do despreparo das tropas e do moral abalado por semanas de recuo.
Em 16 de agosto, as forças polonesas comandadas por Józef Piłsudski contra-atacaram do sul, desorganizando a ofensiva inimiga e obrigando as forças russas a retirarem-se a leste, para trás do Rio Neman.

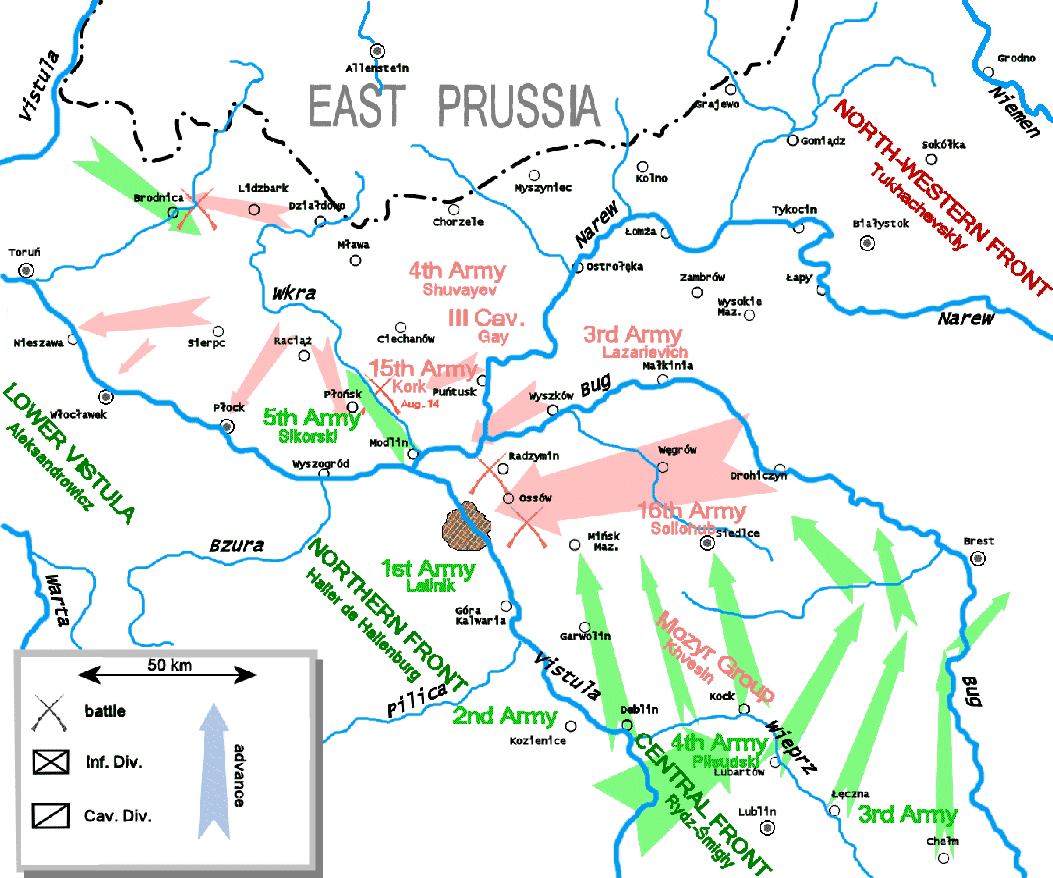
A reação polaca, contra o flanco esquerdo soviético

Antes da vitória polonesa no Vístula, tanto os bolcheviques quanto a maioria dos especialistas estrangeiros consideravam que a Polônia estava à beira da derrota. A impressionante vitória desmontou as forças bolcheviques.
Nos meses seguintes, muitas outras vitórias polonesas garantiram a autonomia do país, levando a um tratado de paz com a União Soviética no final daquele ano. O acordo fixou as fronteiras orientais do Estado Polonês que estiveram vigentes por 20 anos, até a nova invasão da do país pela União Soviética em 17 de setembro de 1939.